# Coupe du monde de biathlon 2006-2007
Navigation
Édition précédente Édition suivante
La Coupe du monde de biathlon 2006-2007 démarre le 29 novembre 2006 par des individuels pour les hommes et les femmes organisés à Östersund (Suède), lieu de la première étape. Les championnats du monde de biathlon se déroulent au début du mois de février à Antholz-Anterselva en Italie tandis que la saison s'achève mi-mars à Khanty-Mansiïsk (Russie) où se tient l'étape finale.
Chez les hommes, l'Allemand Michael Greis inscrit pour la première fois son nom au palmarès de la coupe du monde en remportant le classement général. Il met ainsi fin à la domination alternée d'Ole Einar Bjørndalen et de Raphaël Poirée qui s'étaient partagé le gros globe de cristal depuis la saison 1999-2000. Chez les femmes, l'Allemande Andrea Henkel succède à sa compatriote Kati Wilhelm au classement général. Les Mondiaux organisés en Italie ont été le cadre de la révélation d'une autre allemande, Magdalena Neuner, qui, à seulement 20 ans, remporte trois titres mondiaux.
En outre, la fin de saison est marquée par la retraite de plusieurs biathlètes : l'Allemande Katrin Apel, les Françaises Florence Baverel-Robert, Christelle Gros et Pauline Jacquin, la Bulgare Ekaterina Dafovska, la Tchèque Lenka Faltusova, la Norvégienne Linda Grubben ou la Russe Irina Malgina chez les femmes ; les Allemands Sven Fischer et Ricco Groß, l'Italien Wilfried Pallhuber, le Français Raphaël Poirée ou les Russes Pavel Rostovtsev et Sergei Tchepikov chez les hommes.

## Classements

### Classement général
Le classement général prend en compte seulement les 24 meilleurs résultats de chaque biathlète sur les 27 épreuves.
| Rang | Nom                  | Pays      | Points |
| ---- | -------------------- | --------- | ------ |
| 1    | Michael Greis        | Allemagne | 794    |
| 2    | Ole Einar Bjørndalen | Norvège   | 736    |
| 3    | Raphaël Poirée       | France    | 709    |
| 4    | Ivan Tcherezov       | Russie    | 673    |
| 5    | Dmitri Iarochenko    | Russie    | 619    |
| 6    | Sven Fischer         | Allemagne | 618    |
| 7    | Björn Ferry          | Suède     | 608    |
| 8    | Nikolay Kruglov      | Russie    | 586    |
| 9    | Christoph Sumann     | Autriche  | 552    |
| 10   | Halvard Hanevold     | Norvège   | 550    |

| Rang | Nom                     | Pays      | Points |
| ---- | ----------------------- | --------- | ------ |
| 1    | Andrea Henkel           | Allemagne | 870    |
| 2    | Kati Wilhelm            | Allemagne | 860    |
| 3    | Anna Carin Olofsson     | Suède     | 860    |
| 4    | Magdalena Neuner        | Allemagne | 720    |
| 5    | Florence Baverel-Robert | France    | 671    |
| 6    | Linda Grubben           | Norvège   | 562    |
| 7    | Martina Glagow          | Allemagne | 551    |
| 8    | Sandrine Bailly         | France    | 530    |
| 9    | Oksana Khvostenko       | Ukraine   | 505    |
| 10   | Kathrin Hitzer          | Allemagne | 502    |

### Classements par discipline

#### Individuel
Le classement de l'individuel prend en compte seulement les 3 meilleurs résultats de chaque biathlète sur les 4 épreuves.
| Rang | Nom                  | Pays      | Points |
| ---- | -------------------- | --------- | ------ |
| 1    | Raphaël Poirée       | France    | 150    |
| 2    | Michael Greis        | Allemagne | 135    |
| 3    | Ivan Tcherezov       | Russie    | 105    |
| 4    | Michal Šlesingr      | Tchéquie  | 103    |
| 5    | Dmitri Iarochenko    | Russie    | 97     |
| 6    | Ole Einar Bjørndalen | Norvège   | 90     |
| 7    | Halvard Hanevold     | Norvège   | 87     |
| 8    | Simon Fourcade       | France    | 76     |
| 9    | Nikolay Kruglov      | Russie    | 76     |
| 10   | Christoph Sumann     | Autriche  | 74     |

| Rang | Nom                     | Pays      | Points |
| ---- | ----------------------- | --------- | ------ |
| 1    | Andrea Henkel           | Allemagne | 140    |
| 2    | Anna Carin Olofsson     | Suède     | 111    |
| 3    | Martina Glagow          | Allemagne | 109    |
| 4    | Florence Baverel-Robert | France    | 104    |
| 5    | Tora Berger             | Norvège   | 92     |
| 6    | Ekaterina Iourieva      | Russie    | 85     |
| 7    | Oksana Khvostenko       | Ukraine   | 81     |
| 8    | Kaisa Mäkäräinen        | Finlande  | 78     |
| 9    | Kati Wilhelm            | Allemagne | 75     |
| 10   | Eveli Saue              | Estonie   | 70     |

#### Sprint
Le classement du sprint prend en compte seulement les 9 meilleurs résultats de chaque biathlète sur les 10 épreuves.
| Rang | Nom                  | Pays      | Points |
| ---- | -------------------- | --------- | ------ |
| 1    | Michael Greis        | Allemagne | 299    |
| 2    | Björn Ferry          | Suède     | 272    |
| 3    | Nikolay Kruglov      | Russie    | 242    |
| 4    | Halvard Hanevold     | Norvège   | 232    |
| 5    | Sven Fischer         | Allemagne | 223    |
| 6    | Raphaël Poirée       | France    | 207    |
| 7    | Michael Rösch        | Allemagne | 207    |
| 8    | Maxim Tchoudov       | Russie    | 204    |
| 9    | Ivan Tcherezov       | Russie    | 204    |
| 10   | Ole Einar Bjørndalen | Norvège   | 201    |

| Rang | Nom                     | Pays      | Points |
| ---- | ----------------------- | --------- | ------ |
| 1    | Anna Carin Olofsson     | Suède     | 351    |
| 2    | Kati Wilhelm            | Allemagne | 317    |
| 3    | Andrea Henkel           | Allemagne | 313    |
| 4    | Magdalena Neuner        | Allemagne | 285    |
| 5    | Sandrine Bailly         | France    | 254    |
| 6    | Florence Baverel-Robert | France    | 228    |
| 7    | Kathrin Hitzer          | Allemagne | 190    |
| 8    | Magdalena Gwizdon       | Pologne   | 189    |
| 9    | Linda Grubben           | Norvège   | 185    |
| 10   | Martina Glagow          | Allemagne | 179    |

#### Poursuite
Le classement de la poursuite prend en compte seulement les 7 meilleurs résultats de chaque biathlète sur les 8 épreuves.
| Rang | Nom                  | Pays      | Points |
| ---- | -------------------- | --------- | ------ |
| 1    | Dmitri Iarochenko    | Russie    | 271    |
| 2    | Ole Einar Bjørndalen | Norvège   | 265    |
| 3    | Ivan Tcherezov       | Russie    | 208    |
| 4    | Maxim Tchoudov       | Russie    | 200    |
| 5    | Michael Greis        | Allemagne | 191    |
| 6    | Sven Fischer         | Allemagne | 190    |
| 7    | Raphaël Poirée       | France    | 173    |
| 8    | Björn Ferry          | Suède     | 170    |
| 9    | Sergueï Rojkov       | Russie    | 161    |
| 10   | Vincent Defrasne     | France    | 155    |

| Rang | Nom                     | Pays      | Points |
| ---- | ----------------------- | --------- | ------ |
| 1    | Kati Wilhelm            | Allemagne | 284    |
| 2    | Magdalena Neuner        | Allemagne | 283    |
| 3    | Andrea Henkel           | Allemagne | 267    |
| 4    | Anna Carin Olofsson     | Suède     | 263    |
| 5    | Linda Grubben           | Norvège   | 232    |
| 6    | Martina Glagow          | Allemagne | 198    |
| 7    | Florence Baverel-Robert | France    | 194    |
| 8    | Tadeja Brankovic        | Slovénie  | 160    |
| 9    | Magdalena Gwizdon       | Pologne   | 152    |
| 10   | Kong Yingchao           | Chine     | 144    |

#### Départ Groupé
Le classement du départ groupé prend en compte seulement les 4 meilleurs résultats de chaque biathlète sur les 5 épreuves.
| Rang | Nom                  | Pays      | Points |
| ---- | -------------------- | --------- | ------ |
| 1    | Ole Einar Bjørndalen | Norvège   | 180    |
| 2    | Christoph Sumann     | Autriche  | 153    |
| 3    | Raphaël Poirée       | France    | 147    |
| 4    | Ivan Tcherezov       | Russie    | 145    |
| 5    | Vincent Defrasne     | France    | 139    |
| 6    | Sven Fischer         | Allemagne | 136    |
| 7    | Michael Greis        | Allemagne | 135    |
| 8    | Andreas Birnbacher   | Allemagne | 131    |
| 9    | Michael Rösch        | Allemagne | 119    |
| 10   | Frode Andresen       | Norvège   | 113    |

| Rang | Nom                     | Pays      | Points |
| ---- | ----------------------- | --------- | ------ |
| 1    | Kati Wilhelm            | Allemagne | 169    |
| 2    | Oksana Khvostenko       | Ukraine   | 148    |
| 3    | Ekaterina Iourieva      | Russie    | 136    |
| 4    | Kathrin Hitzer          | Allemagne | 134    |
| 5    | Helena Jonsson          | Suède     | 126    |
| 6    | Florence Baverel-Robert | France    | 125    |
| 7    | Tadeja Brankovic        | Slovénie  | 121    |
| 8    | Anna Carin Olofsson     | Suède     | 117    |
| 9    | Andrea Henkel           | Allemagne | 116    |
| 10   | Magdalena Neuner        | Allemagne | 114    |

#### Relais
Le classement du relais prend en compte seulement les 4 meilleurs résultats de chaque nation sur les 5 épreuves.
| Rang | Pays       | Podiums / Victoires | Points |
| ---- | ---------- | ------------------- | ------ |
| 1    | Russie     | 4 / 3               | 196    |
| 2    | Norvège    | 4 / 2               | 189    |
| 3    | Allemagne  | 5 / 0               | 178    |
| 4    | Autriche   | 0 / 0               | 154    |
| 5    | Tchéquie   | 0 / 0               | 144    |
| 6    | France     | 1 / 0               | 137    |
| 7    | Suède      | 0 / 0               | 136    |
| 8    | Ukraine    | 0 / 0               | 124    |
| 9    | Italie     | 0 / 0               | 122    |
| 10   | États-Unis | 0 / 0               | 110    |

| Rang | Pays        | Podiums / Victoires | Points |
| ---- | ----------- | ------------------- | ------ |
| 1    | France      | 4 / 2               | 189    |
| 2    | Allemagne   | 4 / 1               | 188    |
| 3    | Russie      | 3 / 2               | 180    |
| 4    | Norvège     | 2 / 0               | 166    |
| 5    | Chine       | 2 / 0               | 157    |
| 6    | Biélorussie | 0 / 0               | 142    |
| 7    | Ukraine     | 0 / 0               | 116    |
| 8    | Suède       | 0 / 0               | 111    |
| 9    | Italie      | 0 / 0               | 108    |
| 10   | Pologne     | 0 / 0               | 106    |

### Coupe des nations
Les deux moins bons scores en relais et les deux moins bons scores des épreuves individuelles (individuel et sprint) de chaque nation sont retirés (seulement 15 épreuves sont donc prises en compte).
| Rang | Pays       | Podiums / Victoires | Points |
| ---- | ---------- | ------------------- | ------ |
| 1    | Russie     |                     | 6084   |
| 2    | Allemagne  |                     | 6059   |
| 3    | Norvège    |                     | 5992   |
| 4    | France     |                     | 5321   |
| 5    | Autriche   |                     | 5065   |
| 6    | Suède      |                     | 4927   |
| 7    | Tchéquie   |                     | 4920   |
| 8    | Italie     |                     | 4349   |
| 9    | Ukraine    |                     | 4254   |
| 10   | États-Unis |                     | 4244   |

| Rang | Pays        | Podiums / Victoires | Points |
| ---- | ----------- | ------------------- | ------ |
| 1    | Allemagne   |                     | 6272   |
| 2    | Russie      |                     | 5659   |
| 3    | France      |                     | 5618   |
| 4    | Norvège     |                     | 5351   |
| 5    | Chine       |                     | 5208   |
| 6    | Suède       |                     | 5080   |
| 7    | Biélorussie |                     | 4967   |
| 8    | Slovénie    |                     | 4839   |
| 9    | Ukraine     |                     | 4513   |
| 10   | Pologne     |                     | 4172   |

## Calendrier et podiums
Les liens externes redirigent vers les classements et résultats officiels complets sur le site de l'Union internationale de biathlon. 

### Hommes
| 1. Östersund (29 novembre 2006 - 3 décembre 2006) |                     |                      |                    |                |
| Date                                              | Épreuve             | Vainqueur            | Second             | Troisième      |
| 30/11/2006                                        | Individuel (20 km)  | Ole Einar Bjørndalen | Andreas Birnbacher | Michael Greis  |
| 02/12/2006                                        | Sprint (10 km)      | Ole Einar Bjørndalen | Dmitri Iarochenko  | Michael Greis  |
| 03/12/2006                                        | Poursuite (12,5 km) | Ole Einar Bjørndalen | Dmitri Iarochenko  | Raphaël Poirée |

| 2. Hochfilzen (8 décembre 2006 - 10 décembre 2006) |                     |                                                                       |                                                                        |                                                                      |
| Date                                               | Épreuve             | Vainqueur                                                             | Second                                                                 | Troisième                                                            |
| 08/12/2006                                         | Sprint (10 km)      | Ole Einar Bjørndalen                                                  | Michael Greis                                                          | Matthias Simmen                                                      |
| 09/12/2006                                         | Poursuite (10 km)   | Ole Einar Bjørndalen                                                  | Dmitri Iarochenko                                                      | Ivan Tcherezov                                                       |
| 10/12/2006                                         | Relais (4 x 7,5 km) | Russie Ivan Tcherezov Dmitri Iarochenko Maxim Tchoudov Sergueï Rojkov | Allemagne Michael Rösch Alexander Wolf Sven Fischer Andreas Birnbacher | France Julien Robert Vincent Defrasne Ferréol Cannard Raphaël Poirée |

| 3. Hochfilzen (13 décembre 2006 - 17 décembre 2006) En remplacement d'Osrblie (Slovaquie) |                     |                                                                         |                                                                        |                                                               |
| Date                                                                                      | Épreuve             | Vainqueur                                                               | Second                                                                 | Troisième                                                     |
| 14/12/2006                                                                                | Sprint (10 km)      | Michael Greis                                                           | Maxim Tchoudov                                                         | Björn Ferry                                                   |
| 16/12/2006                                                                                | Sprint (10 km)      | Raphaël Poirée                                                          | Michael Rösch                                                          | Sven Fischer                                                  |
| 17/12/2006                                                                                | Relais (4 x 7,5 km) | Norvège Emil Hegle Svendsen Frode Andresen Lars Berger Halvard Hanevold | Russie Ivan Tcherezov Maxim Tchoudov Dmitri Iarochenko Nikolay Kruglov | Allemagne Ricco Groß Michael Rösch Sven Fischer Michael Greis |

| 4. Oberhof (3 janvier 2007 - 7 janvier 2007) |                     |                                                                        |                                                                       |                                                                               |
| Date                                         | Épreuve             | Vainqueur                                                              | Second                                                                | Troisième                                                                     |
| 04/01/2007                                   | Relais (4 x 7,5 km) | Russie Ivan Tcherezov Maxim Tchoudov Dmitri Iarochenko Nikolay Kruglov | Allemagne Michael Rösch Sven Fischer Andreas Birnbacher Michael Greis | Norvège Ole Einar Bjørndalen Lars Berger Emil Hegle Svendsen Halvard Hanevold |
| 06/01/2007                                   | Sprint (10 km)      | Nikolay Kruglov                                                        | Michael Greis                                                         | Rene Laurent Vuillermoz                                                       |
| 07/01/2007                                   | Poursuite (12,5 km) | Nikolay Kruglov                                                        | Dmitri Iarochenko                                                     | Maxim Tchoudov                                                                |

| 5. Ruhpolding (10 janvier 2007 - 14 janvier 2007) |                       |                                                                                  |                                                                        |                                                                      |
| Date                                              | Épreuve               | Vainqueur                                                                        | Second                                                                 | Troisième                                                            |
| 11/01/2007                                        | Relais (4 x 7,5 km)   | Norvège Emil Hegle Svendsen Halvard Hanevold Frode Andresen Ole Einar Bjørndalen | Russie Ivan Tcherezov Maxim Tchoudov Dmitri Iarochenko Nikolay Kruglov | Allemagne Ricco Groß Michael Rösch Andreas Birnbacher Alexander Wolf |
| 13/01/2007                                        | Sprint (10 km)        | Ole Einar Bjørndalen                                                             | Halvard Hanevold                                                       | Emil Hegle Svendsen                                                  |
| 14/01/2007                                        | Départ Groupé (15 km) | Ole Einar Bjørndalen                                                             | Emil Hegle Svendsen                                                    | Christoph Sumann                                                     |

| 6. Pokljuka (17 janvier 2007 - 21 janvier 2007) |                       |                  |                  |                     |
| Date                                            | Épreuve               | Vainqueur        | Second           | Troisième           |
| 18/01/2007                                      | Sprint (10 km)        | Alexander Wolf   | Björn Ferry      | Emil Hegle Svendsen |
| 20/01/2007                                      | Poursuite (12,5 km)   | Christoph Sumann | Alexander Wolf   | Vincent Defrasne    |
| 21/01/2007                                      | Départ Groupé (15 km) | Christoph Sumann | Vincent Defrasne | Andreas Birnbacher  |

| Championnats du monde 2007 à Antholz-Anterselva (2 février 2007 - 11 février 2007) |                       |                                                                        |                                                                          |                                                               |
| Date                                                                               | Épreuve               | Vainqueur                                                              | Second                                                                   | Troisième                                                     |
| 03/02/2007                                                                         | Sprint (10 km)        | Ole Einar Bjørndalen                                                   | Michal Šlesingr                                                          | Andriy Deryzemlya                                             |
| 04/02/2007                                                                         | Poursuite (12,5 km)   | Ole Einar Bjørndalen                                                   | Maxim Tchoudov                                                           | Vincent Defrasne                                              |
| 06/02/2007                                                                         | Individuel (20 km)    | Raphaël Poirée                                                         | Michael Greis                                                            | Michal Šlesingr                                               |
| 10/02/2007                                                                         | Relais (4 x 7,5 km)   | Russie Ivan Tcherezov Maxim Tchoudov Dmitri Iarochenko Nikolay Kruglov | Norvège Halvard Hanevold Lars Berger Frode Andresen Ole Einar Bjørndalen | Allemagne Ricco Groß Michael Rösch Sven Fischer Michael Greis |
| 11/02/2007                                                                         | Départ Groupé (15 km) | Michael Greis                                                          | Andreas Birnbacher                                                       | Raphaël Poirée                                                |

| 7. Lahti (28 février 2007 - 4 mars 2007) |                       |                |                |                     |
| Date                                     | Épreuve               | Vainqueur      | Second         | Troisième           |
| 01/03/2007                               | Individuel (20 km)    | Raphaël Poirée | Simon Fourcade | Alexander Wolf      |
| 03/03/2007                               | Sprint (10 km)        | Raphaël Poirée | Alexander Os   | Hans Martin Gjedrem |
| 04/03/2007                               | Départ Groupé (15 km) | Raphaël Poirée | Michael Greis  | Sven Fischer        |

| 8. Holmenkollen (8 mars 2007 - 11 mars 2007) |                       |                      |                |                   |
| Date                                         | Épreuve               | Vainqueur            | Second         | Troisième         |
| 08/03/2007                                   | Individuel (20 km)    | Raphaël Poirée       | Michael Greis  | Dmitri Iarochenko |
| 10/03/2007                                   | Poursuite (12,5 km)   | Ole Einar Bjørndalen | Raphaël Poirée | Michael Greis     |
| 11/03/2007                                   | Départ Groupé (15 km) | Ole Einar Bjørndalen | Raphaël Poirée | Sven Fischer      |

| 9. Khanty-Mansiïsk (14 mars 2007 - 18 mars 2007) |                       |                |                |                 |
| Date                                             | Épreuve               | Vainqueur      | Second         | Troisième       |
| 15/03/2007                                       | Sprint (10 km)        | Michael Rösch  | Maxim Tchoudov | Andrei Makoveev |
| 17/03/2007                                       | Poursuite (12,5 km)   | Maxim Tchoudov | Björn Ferry    | Stian Eckhoff   |
| 18/03/2007                                       | Départ Groupé (15 km) | Ivan Tcherezov | Michael Greis  | Sven Fischer    |

### Femmes
| 1. Östersund (29 novembre 2006 - 3 décembre 2006) |                    |                   |                      |                   |
| Date                                              | Épreuve            | Vainqueur         | Second               | Troisième         |
| 29/11/2006                                        | Individuel (15 km) | Irina Malgina     | Liv-Kjersti Eikeland | Zina Kocher       |
| 01/12/2006                                        | Sprint (7,5 km)    | Magdalena Gwizdon | Kati Wilhelm         | Martina Glagow    |
| 03/12/2006                                        | Poursuite (10 km)  | Linda Grubben     | Anna Carin Olofsson  | Magdalena Gwizdon |

| 2. Hochfilzen (8 décembre 2006 - 10 décembre 2006) |                   |                                                                           |                                                                      |                                                                    |
| Date                                               | Épreuve           | Vainqueur                                                                 | Second                                                               | Troisième                                                          |
| 08/12/2006                                         | Sprint (7,5 km)   | Andrea Henkel                                                             | Magdalena Gwizdon                                                    | Kong Yingchao                                                      |
| 09/12/2006                                         | Poursuite (10 km) | Andrea Henkel                                                             | Linda Grubben                                                        | Anna Carin Olofsson                                                |
| 10/12/2006                                         | Relais (4 x 6 km) | Russie Anna Bogali-Titovets Olga Anisimova Irina Malgina Natalia Gousseva | Allemagne Martina Glagow Andrea Henkel Magdalena Neuner Kati Wilhelm | Norvège Tora Berger Ann Kristin Flatland Jori Mørkve Linda Grubben |

| 3. Hochfilzen (13 décembre 2006 - 17 décembre 2006) En remplacement d'Osrblie (Slovaquie) |                    |                                                                                |                                                                              |                                                    |
| Date                                                                                      | Épreuve            | Vainqueur                                                                      | Second                                                                       | Troisième                                          |
| 13/12/2006                                                                                | Individuel (15 km) | Andrea Henkel                                                                  | Martina Glagow                                                               | Oksana Khvostenko                                  |
| 15/12/2006                                                                                | Sprint (7,5 km)    | Anna Carin Olofsson                                                            | Sandrine Bailly                                                              | Andrea Henkel                                      |
| 17/12/2006                                                                                | Relais (4 x 6 km)  | France Florence Baverel-Robert Delphyne Peretto Sylvie Becaert Sandrine Bailly | Russie Anna Bogali-Titovets Tatiana Moiseeva Anna Boulygina Natalia Gousseva | Chine Dong Xue Kong Yingchao Qiao Yin Liu Xianying |

| 4. Oberhof (3 janvier 2007 - 7 janvier 2007) |                   |                                                                                |                                                                    |                                                    |
| Date                                         | Épreuve           | Vainqueur                                                                      | Second                                                             | Troisième                                          |
| 03/01/2007                                   | Relais (4 x 6 km) | France Florence Baverel-Robert Delphyne Peretto Sylvie Becaert Sandrine Bailly | Allemagne Martina Glagow Andrea Henkel Kathrin Hitzer Kati Wilhelm | Chine Kong Yingchao Dong Xue Qiao Yin Liu Xianying |
| 05/01/2007                                   | Sprint (7,5)      | Magdalena Neuner                                                               | Andrea Henkel                                                      | Martina Glagow                                     |
| 07/01/2007                                   | Poursuite (10 km) | Linda Grubben                                                                  | Sandrine Bailly                                                    | Magdalena Neuner                                   |

| 5. Ruhpolding (10 janvier 2007 - 14 janvier 2007) |                         |                                                                           |                                                                         |                                                                                |
| Date                                              | Épreuve                 | Vainqueur                                                                 | Second                                                                  | Troisième                                                                      |
| 10/01/2007                                        | Relais (4 x 6 km)       | Russie Anna Bogali-Titovets Olga Anisimova Irina Malgina Natalia Gousseva | Allemagne Kathrin Hitzer Magdalena Neuner Simone Denkinger Kati Wilhelm | France Florence Baverel-Robert Delphyne Peretto Sylvie Becaert Sandrine Bailly |
| 12/01/2007                                        | Sprint (7,5 km)         | Sandrine Bailly                                                           | Anna Carin Olofsson                                                     | Florence Baverel-Robert                                                        |
| 14/01/2007                                        | Départ Groupé (12,5 km) | Anna Carin Olofsson                                                       | Kati Wilhelm                                                            | Linda Grubben                                                                  |

| 6. Pokljuka (17 janvier 2007 - 21 janvier 2007) |                         |                     |                  |                  |
| Date                                            | Épreuve                 | Vainqueur           | Second           | Troisième        |
| 17/01/2007                                      | Sprint (7,5 km)         | Anna Carin Olofsson | Tatiana Moiseeva | Kati Wilhelm     |
| 19/01/2007                                      | Poursuite (10 km)       | Kati Wilhelm        | Tatiana Moiseeva | Natalia Sokolova |
| 21/01/2007                                      | Départ Groupé (12,5 km) | Oksana Khvostenko   | Kati Wilhelm     | Tadeja Brankovic |

| Championnats du monde 2007 à Antholz-Anterselva (2 février 2007 - 11 février 2007) |                         |                                                                      |                                                                                |                                                                    |
| Date                                                                               | Épreuve                 | Vainqueur                                                            | Second                                                                         | Troisième                                                          |
| 03/02/2007                                                                         | Sprint (7,5 km)         | Magdalena Neuner                                                     | Anna Carin Olofsson                                                            | Natalia Gousseva                                                   |
| 04/02/2007                                                                         | Poursuite (10 km)       | Magdalena Neuner                                                     | Linda Grubben                                                                  | Anna Carin Olofsson                                                |
| 07/02/2007                                                                         | Individuel (15 km)      | Linda Grubben                                                        | Florence Baverel-Robert                                                        | Martina Glagow                                                     |
| 10/02/2007                                                                         | Départ Groupé (12,5 km) | Andrea Henkel                                                        | Martina Glagow                                                                 | Kati Wilhelm                                                       |
| 11/02/2007                                                                         | Relais (4 x 6 km)       | Allemagne Martina Glagow Andrea Henkel Magdalena Neuner Kati Wilhelm | France Florence Baverel-Robert Delphyne Peretto Sylvie Becaert Sandrine Bailly | Norvège Tora Berger Ann Kristin Flatland Jori Mørkve Linda Grubben |

| 7. Lahti (28 février 2007 - 4 mars 2007) |                         |                |                         |                    |
| Date                                     | Épreuve                 | Vainqueur      | Second                  | Troisième          |
| 28/02/2007                               | Individuel (15 km)      | Andrea Henkel  | Florence Baverel-Robert | Kati Wilhelm       |
| 02/03/2007                               | Sprint (7,5 km)         | Martina Glagow | Kati Wilhelm            | Ekaterina Iourieva |
| 04/03/2007                               | Départ Groupé (12,5 km) | Martina Glagow | Kati Wilhelm            | Kathrin Hitzer     |

| 8. Holmenkollen (8 mars 2007 - 11 mars 2007) |                         |                  |                    |                    |
| Date                                         | Épreuve                 | Vainqueur        | Second             | Troisième          |
| 08/03/2007                                   | Sprint (7,5 km)         | Andrea Henkel    | Ekaterina Iourieva | Magdalena Neuner   |
| 10/03/2007                                   | Poursuite (10 km)       | Magdalena Neuner | Andrea Henkel      | Kati Wilhelm       |
| 11/03/2007                                   | Départ Groupé (12,5 km) | Magdalena Neuner | Kathrin Hitzer     | Ekaterina Iourieva |

| 9. Khanty-Mansiïsk (14 mars 2007 - 18 mars 2007) |                         |                  |                     |                     |
| Date                                             | Épreuve                 | Vainqueur        | Second              | Troisième           |
| 15/03/2007                                       | Sprint (7,5 km)         | Magdalena Neuner | Andrea Henkel       | Anna Carin Olofsson |
| 17/03/2007                                       | Poursuite (10 km)       | Magdalena Neuner | Anna Carin Olofsson | Andrea Henkel       |
| 18/03/2007                                       | Départ Groupé (12,5 km) | Helena Jonsson   | Oksana Khvostenko   | Kathrin Hitzer      |

### Mixte
| Championnats du monde 2007 à Antholz-Anterselva (2 février 2007 - 11 février 2007) |                                |                                                                         |                                                                                |                                                                    |
| Date                                                                               | Épreuve                        | Vainqueur                                                               | Second                                                                         | Troisième                                                          |
| 08/02/2007                                                                         | Relais (2 x 6 km + 2 x 7,5 km) | Suède Helena Jonsson Anna Carin Olofsson Björn Ferry Carl Johan Bergman | France Florence Baverel-Robert Sandrine Bailly Vincent Defrasne Raphaël Poirée | Norvège Tora Berger Jori Mørkve Emil Hegle Svendsen Frode Andresen |